# 베스나 트리바릭

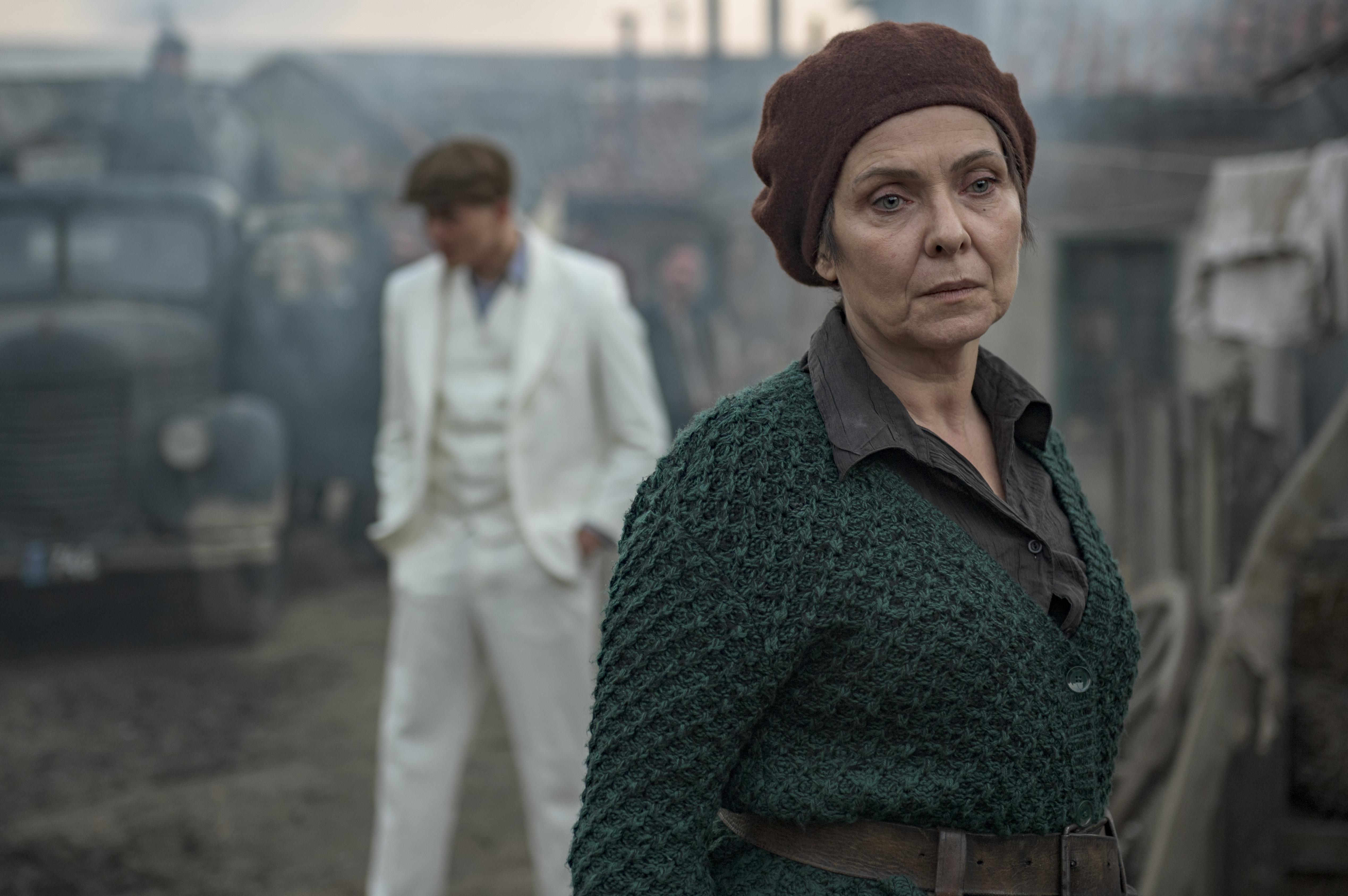

베스나 트리바릭(Vesna Trivalić, 1965년 3월 13일 ~ )은 세르비아의 배우이다.
베오그라드에서 태어났다.

## 영화
- 사무라이 인 어텀 (2016년)
- 삶은 기적이다 (2004년)
- 유로 스카페이스 (1998년)
- 비극적인 풍자극 (1995년)
- 티토와 나 (1992년)
- 투영 (1987년)